# Église Santi Andrea e Bartolomeo
L'église Santi Andrea e Bartolomeo (en français : Église Saints-André-et-Bartholomée) est une église romaine située dans le rione de Monti sur la via Santo Stefano Rotondo.

## Historique
Les origines de cette église remontent au VIIe siècle avec la création de l'hôpital San Giovanni à laquelle elle est rattachée. Après une importante restructuration au XIVe siècle, l'église est complètement reconstruite sur les plans de Giacomo Mola de 1630 à 1636 sur décision du pape Urbain VIII. Les ultimes ajouts sur la façade datent du XVIIIe siècle.

## Architecture et intérieur
L'église de forme triangulaire possède un dallage de marbre de style cosmatesque datant de 1462 et attribué à Marco Diotaiuti et Giovanni Bonadies. La façade est terminée en 1728. Les fresques de style byzantin qui se trouvent derrière le maître-autel proviennent d'une chapelle démolie de la basilique des Quatre-Saints-Couronnés voisine.

## Sources et références
- (it) Cet article est partiellement ou en totalité issu de l’article de Wikipédia en italien intitulé « Chiesa dei Santi Andrea e Bartolomeo » (voir la liste des auteurs).
- C. Rendina, Le Chiese di Roma, Newton & Compton Editori, Milan 2000, p. 25 et 31